# Рангаматі (зіла)
Рангама́ті (бенг. রাঙ্গামাটি পার্বত্য জেলা, англ. Rangamati) — одна з 11 зіл регіону Читтагонг Бангладеш, розташована на сході регіону.
Населення — 595979 осіб (2011; 401388 в 1991).

## Адміністративний поділ
До складу регіону входять 10 упазіли:
| Зіла            | Площа, км² | Населення, осіб (1991) | Населення, осіб (2008) |
| --------------- | ---------- | ---------------------- | ---------------------- |
| Багаїчхарі      | 1931,28    | 57380                  | -                      |
| Баркал          | 760,88     | 28839                  | -                      |
| Белаїчхарі      | 745,92     | 17973                  | -                      |
| Джураїчхарі     | 606,05     | 11621                  | -                      |
| Кавкхалі        | 339,29     | 42409                  | -                      |
| Каптай          | 259,00     | 60185                  | -                      |
| Лангаду         | 388,50     | 54490                  | -                      |
| Наннерчар       | 393,68     | 34561                  | -                      |
| Раджастхалі     | 145,04     | 17198                  | -                      |
| Рангаматі-Садар | 546,49     | 76732                  | -                      |